# Fernando Puras
Fernando María Puras Gil (Tudela, 25 de septiembre de 1954) es un político y abogado español. Fue candidato del PSN-PSOE a la presidencia del Gobierno de Navarra en las elecciones autonómicas de 2007.

## Biografía
Licenciado en Derecho por la Universidad Central de Barcelona, es funcionario de carrera del Gobierno de Navarra, en condición de técnico de Administración Municipal-licenciado en Derecho de la Administración de la Comunidad Foral de Navarra. Posteriormente accedió al puesto de asesor jurídico interino del Gobierno de Navarra.
Entre 1983 y 1991, fue director del organismo autónomo Instituto de Estudios Territoriales, adscrito al Departamento de Ordenación del Territorio, Vivienda y Medio Ambiente del Gobierno de Navarra (1984-1987). Fue director del Servicio de Ordenación del Territorio y Urbanismo del Departamento de Ordenación del Territorio, Vivienda y Medio Ambiente, director del Instituto de Vivienda de Navarra y, finalmente, director general de Administración Local. Fue cesado en 1991 al llegar UPN al Gobierno de Navarra.
Entre 1995 y 1996 fue consejero de Salud y de Bienestar Social del Gobierno de Navarra presidido por Javier Otano Cid. Cesó ante la dimisión de Otano y la llegada al Gobierno de UPN. 
Volvió a la política activa en 2000 a instancias de Juan José Lizarbe Baztán, entonces secretario general del PSN-PSOE. Entre 2000 y 2004 fue miembro del Comité Local del PSN-PSOE de Pamplona y del Comité Regional del PSN-PSOE. En las elecciones de 2003 fue elegido parlamentario foral. En julio de 2004 fue nombrado secretario de Política Institucional del PSN-PSOE y portavoz del Grupo Parlamentario Socialista del Parlamento de Navarra.
El 30 de septiembre de 2006 fue nombrado por el Comité Regional del PSN-PSOE, con un 99% de votos favorables, candidato del PSN-PSOE a la Presidencia del Gobierno de Navarra en las Elecciones Autonómicas de 2007 en las que el PSN quedó como tercera fuerza por detrás de UPN y Nafarroa Bai.
Pese a que la federación navarra del PSN había votado mayoritariamente por un gobierno junto con Nafarroa Bai e Izquierda Unida de Navarra, la dirección federal del PSOE impuso el apoyo al gobierno de UPN; por lo que el 6 de agosto de 2007 Puras presentó su dimisión como parlamentario y portavoz del PSN en el parlamento navarro.
Con motivo del 8.º Congreso del PSN-PSOE, apoyó la candidatura "crítica" de Amanda Acedo a la secretaría general frente a la "oficialista" de Roberto Jiménez Alli, siendo esta última finalmente vencedora con un 70,5% de los votos.